# Oblast Rostow
Koordinaten: 48° 0′ N, 41° 15′ O
Die Oblast Rostow (russisch Росто́вская о́бласть/Rostowskaja oblast) ist eine Oblast im südlichen Russland. Die Hauptstadt der Oblast ist Rostow am Don mit 1,1 Mio. Einwohnern. Hier sitzt zugleich die Verwaltung des Föderationskreises Südrussland.

## Geografie
Die Oblast liegt am Asowschen Meer und grenzt im Westen an die Ukraine, im Nordwesten an die Oblast Woronesch, im Nordosten und Osten an die Oblast Wolgograd, im Südosten und Süden an die Republik Kalmückien, im Süden zudem an die Krai (Region) Stawropol und im Südwesten an die Krai Krasnodar.

### Naturraum
Naturräumlich betrachtet befindet sich das Gebiet im Süden der Osteuropäischen Ebene und im Vorkaukasus. Am Unterlauf des Don gelegen ist das Relief flach bis hügelig.
Durch die Oblast fließen der in die Bucht von Taganrog des Asowschen Meeres mündende Don sowie sein rechter Nebenfluss Sewerski Donez. Bewaldet sind 2,8 %, von Seen bedeckt nur 0,4 % der Fläche der Oblast. Ein Teil des Zimljansker Stausees liegt innerhalb der Oblast Rostow.

### Klima
In klimatischer Hinsicht gehört das Gebiet zur Zone des gemäßigten kontinentalen Klimas. Im Januar bewegen sich die Durchschnittstemperaturen zwischen −9 °C (Norden) und −5 °C (Süden), im Juli zwischen 22 °C und 24 °C. Die Niederschläge nehmen von 400 mm im Osten auf 650 mm im Westen zu. Die Vegetationsperiode beträgt 170–190 Tage.

## Geschichte

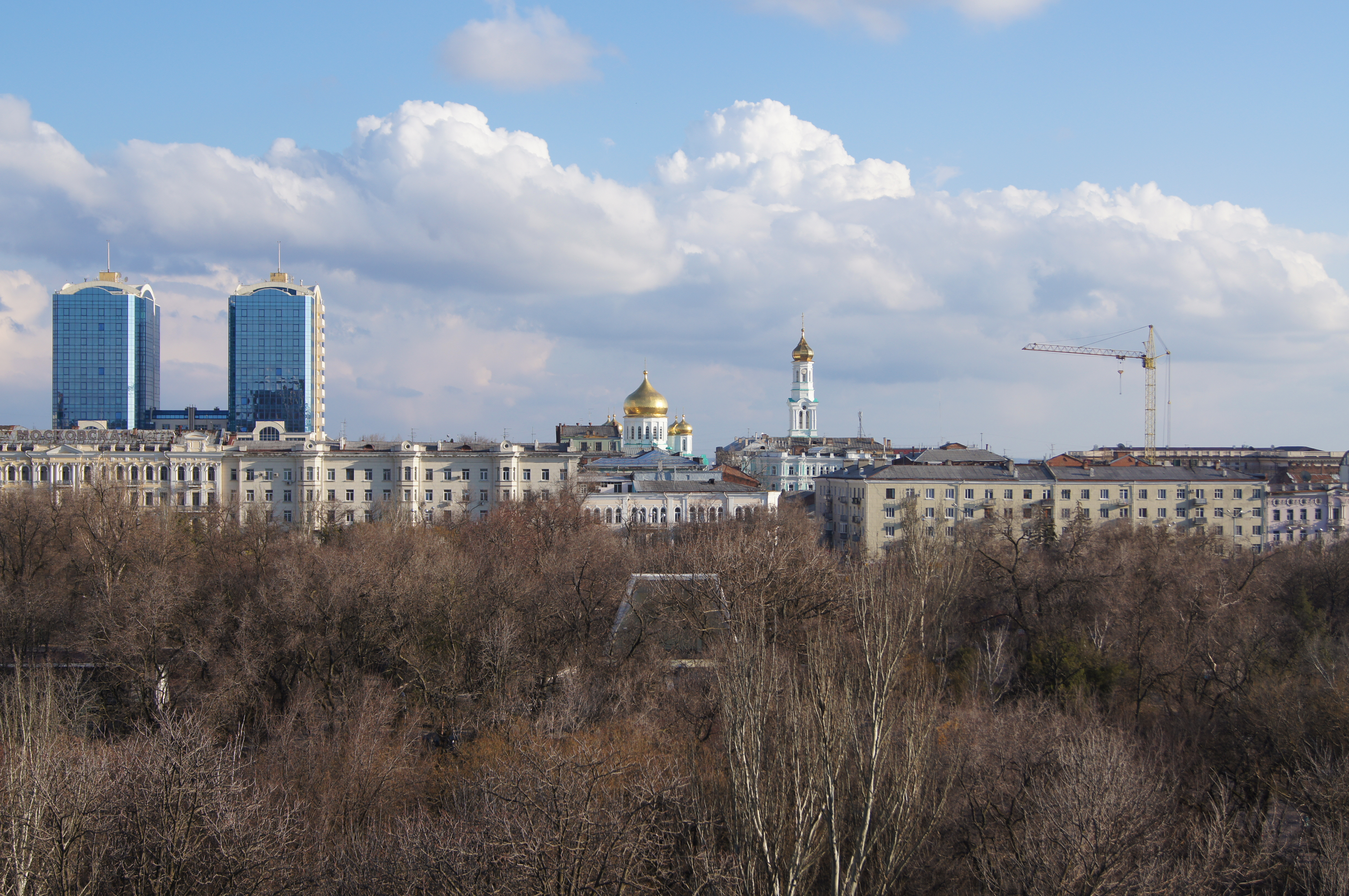
Die Gebietshauptstadt Rostow am Don

Durch die Auseinandersetzungen mit den Krimtataren war die Gegend verheert und menschenleer, als sich hier seit dem 16. Jahrhundert Wehrbauern, die Kosaken, ansiedelten. Das Zentrum der Donkosaken war deren Hauptstadt Tscherkassk. Die Kosaken besaßen persönliche Freiheit, hatten keine Verpflichtungen und zahlten keine Staatsabgaben. Die Osmanen besaßen eine Festung in der Stadt Asow. Dieses strategisch wichtige Objekt wurde im 17. Jahrhundert mehrfach (u. a. 1696 unter Peter dem Großen) von Russen erobert; endgültig fiel es erst im 18. Jahrhundert ans Russische Reich, wodurch dieses dauerhaft Zugang zum Asowschen Meer erhielt.
Im 18. Jahrhundert wurde die Region ein offizieller Teil Russlands. Die Kosaken bildeten als irreguläre Truppen einen bedeutenden Teil der russischen Streitkräfte. Kaiserin Katharina II. betrieb eine aktive Peuplierungs- und Kolonisierungspolitik der Region. 1760 wurde eine neue Festung, das heutige Rostow am Don, errichtet. Später wurde die Festung ein wichtiges ökonomisches und militärisches Zentrum des Dongebiets, das auch „das Tor zum Kaukasus“ genannt wurde. 1779 wurden die Armenier von der Krim hierher übersiedelt.
Durch die Besiedelung des Dongebiets entwickelte sich die dortige Landwirtschaft. Hauptsächlich angebaut wurden zunächst Weizen, Wein und Tabak. Der Dontabak hatte eine hohe Qualität und war auch im Ausland weit verbreitet. Die Donkosakenregion war auch bekannt für ihre Pferdezucht, die eine lange historische Tradition in der Region hatte. Die Industrie entwickelte sich sehr langsam und konzentrierte sich auf die Veredelung der landwirtschaftlichen Produkte. Die Industrieentwicklung begann zu Anfang des 20. Jahrhunderts, infolge ausländischer Kapitalbeteiligungen. Der Donbass, der teilweise in der Ukraine liegt, ist sehr reich an Bodenschätzen, darunter insbesondere Braun- und Steinkohle. Bis 1917 wurden hier drei Viertel der russischen Kohle gefördert. 1913 betrug der Anteil der heutigen Oblast Rostow an der russischen Stahlproduktion 6,6 %, an der russischen Kohleförderung 9,7 %. Der Erste Weltkrieg, die Revolutionen und der Russische Bürgerkrieg wurden auch im Dongebiet geführt und ruinierten die ökonomische Entwicklung der Region. Innerhalb der Grenzen der heutigen Oblast wurden mehr als 6600 Kosakenhöfe niedergebrannt. Seit 1919 begannen die Massenverhaftungen und Ausweisungen der Kosaken. Die Kommunistische Partei beschloss die Kosakenlebensweise zu zerstören, es wurde verboten die Kosakenuniform zu tragen, viele Kosakensiedlungen und Einzelgehöfte wurden umbenannt.
Seit 1922 begann die Wiederherstellung der Industrie und Landwirtschaft, die vom Krieg zerstört waren. Seit 1926 begann der große industrielle Aufbau im Donland. Der Zweite Weltkrieg beeinträchtigte die Oblast Rostow sehr, die Stadt Rostow am Don wurde schwer zerstört. Die Vorkriegsbevölkerungszahl des Gebiets von 2,95 Millionen Menschen wurde erst wieder 1954 erreicht, der endgültige Wiederaufbau wurde erst Ende 1960 beendet.
Die Oblast Rostow entwickelte sich regional sehr unterschiedlich. Weite Teile des Gebiets, besonders im Osten, sind bis heute agrarisch geprägt und dünn besiedelt. Die Städte Schachty, Nowoschachtinsk und Krasny Sulin im Nordwesten der Oblast, nahe der Grenze zur Ukraine, bilden hingegen den östlichsten Teil des Donbass, eines dicht besiedelten Industrie- und Bergbaugebiets. Auch Rostow selbst ist ein bedeutender Industriestandort. Taganrog und Umgebung besitzen nicht nur Bedeutung als wichtiger Hafen, sondern auch als Touristenziel.
Nach dem Zerfall der Sowjetunion wurde die Oblast Rostow in wirtschaftlicher Bedeutung von der angrenzenden Region Krasnodar überholt.

## Bevölkerung
Bei den letzten Volkszählungen in den Jahren 2002 und 2010 gab es eine Bevölkerungszahl von 4.404.013 respektive 4.277.976 Bewohnern. Somit sank die Einwohnerzahl in diesen acht Jahren um 126.037 Personen (−2,86 %). In Städten wohnten 2010 2.875.121 Menschen. Dies entspricht 67,21 % der Bevölkerung (in Russland 73 %). Bis zum 1. Januar 2014 sank die Einwohnerschaft weiter leicht auf 4.245.532 Menschen. Die Verteilung der verschiedenen Volksgruppen sah folgendermaßen aus:

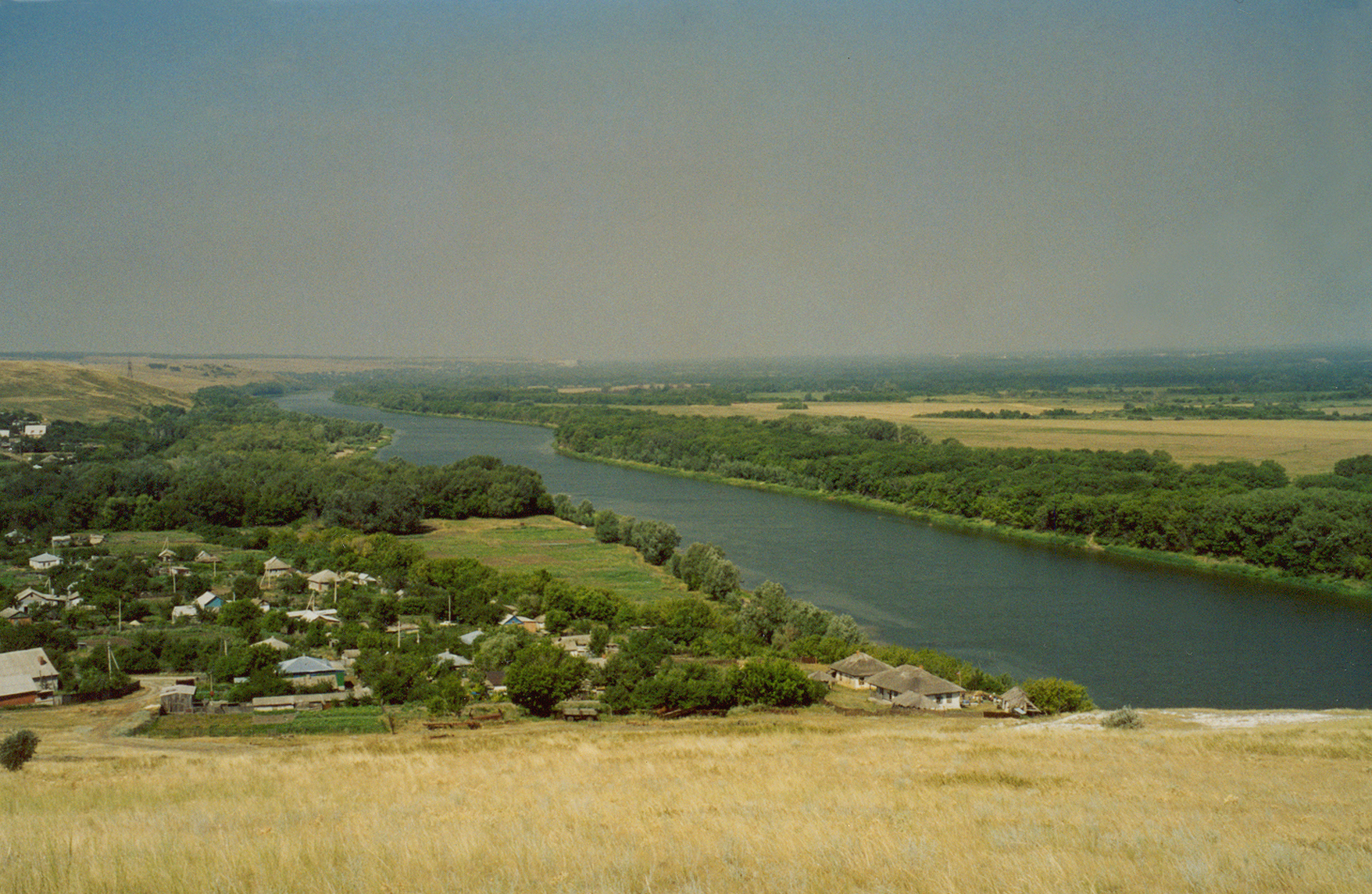
Der Don in der Oblast Rostow

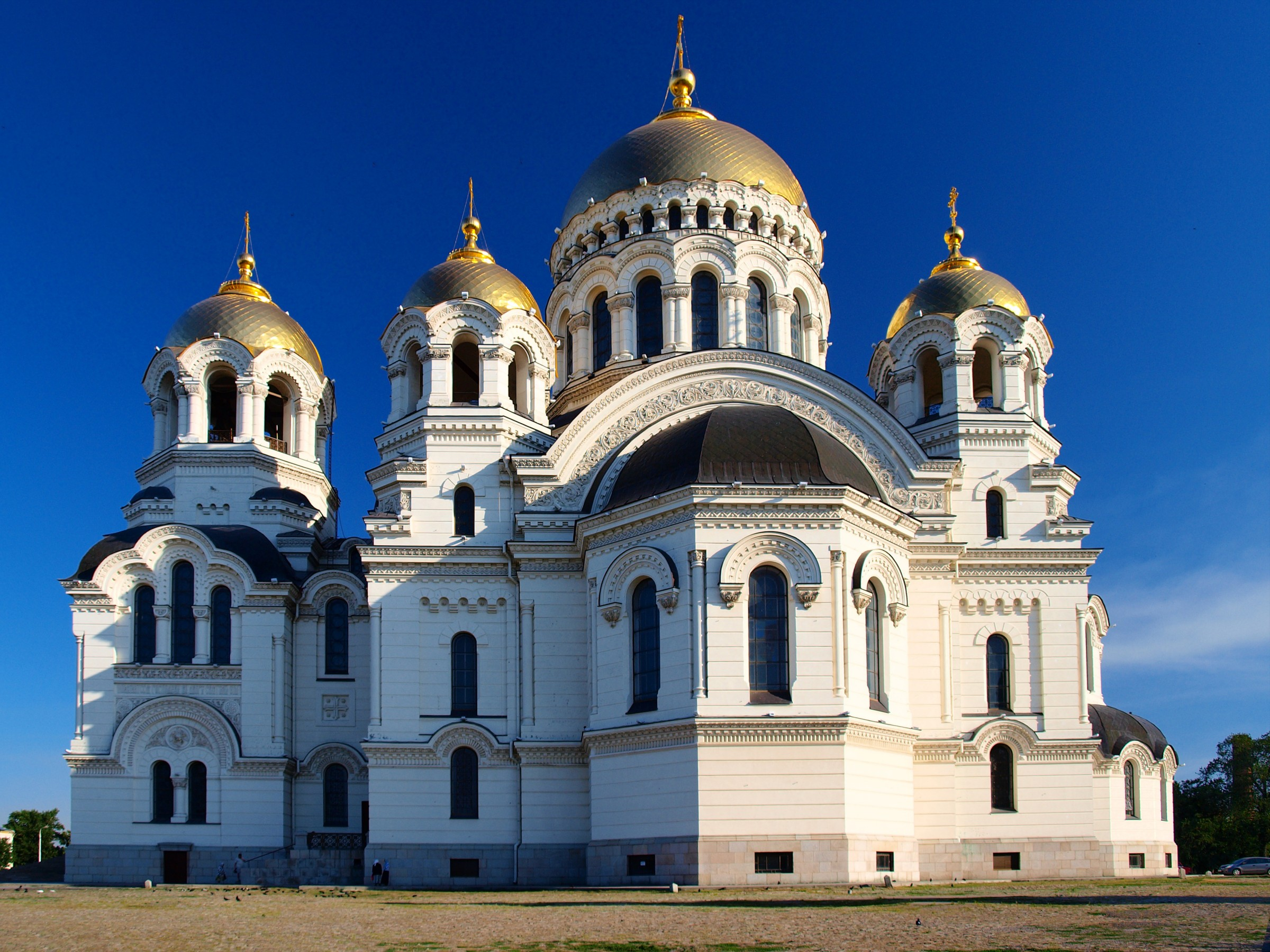
Kathedrale in Nowotscherkassk

Rund 89 % der Bevölkerung sind ethnische Russen; zweitgrößte Gruppe sind die Armenier. Die armenische Minderheit besitzt eine lange Tradition im Gebiet Rostow. Das größere Dorf Tschaltyr und seine Umgebung sind bis heute mehrheitlich von Armeniern bewohnt, außerdem gilt der Rostower Stadtteil Nachitschewan am Don seit Jahrhunderten als Zentrum armenischer Kultur. Ein anderer Teil der Armenier ist seit dem Zerfall der Sowjetunion aus Armenien und anderen ehemaligen Sowjetrepubliken eingewandert. Die Zahl der Armenier hat sich in der Oblast Rostow seit 1989 daher fast verdoppelt.
Historisch gab es in der Oblast Rostow eine bedeutende ukrainische Minderheit, welche in Folge einer langen Assimilation heute nur noch wenige Prozentpunkte beträgt. Im Kreis Taganrog, dem westlichsten Teil der Oblast, bezeichneten sich noch 1926 über 60 % der Bevölkerung als Ukrainer, im Kreis um die Stadt Rostow selbst rund 34 % und im Gebiet um das heutige Kamensk-Schachtinski knapp 39 %.
| Nationalität    | VZ 1989   | Prozent | VZ 2002   | Prozent | VZ 2010   | Prozent |
| --------------- | --------- | ------- | --------- | ------- | --------- | ------- |
| Russen          | 3.844.309 | 89,56   | 3.934.835 | 89,35   | 3.795.607 | 88,72   |
| Armenier        | 62.603    | 1,46    | 109.994   | 2,50    | 110.727   | 2,59    |
| Ukrainer        | 178.803   | 4,17    | 118.486   | 2,69    | 77.802    | 1,82    |
| Türken          | 78        | 0,00    | 28.285    | 0,64    | 35.902    | 0,84    |
| Aserbaidschaner | 10.215    | 0,24    | 16.498    | 0,37    | 17.961    | 0,42    |
| Zigane          | 11.215    | 0,26    | 15.138    | 0,34    | 16.657    | 0,39    |
| Weißrussen      | 38.005    | 0,89    | 26.604    | 0,60    | 16.493    | 0,39    |
| Tataren         | 17.132    | 0,40    | 17.866    | 0,41    | 13.948    | 0,33    |
| Koreaner        | 7.132     | 0,17    | 11.669    | 0,26    | 11.597    | 0,27    |
| Tschetschenen   | 17.181    | 0,40    | 15.469    | 0,35    | 11.449    | 0,27    |
| Georgier        | 6.554     | 0,15    | 10.636    | 0,24    | 8.296     | 0,19    |
| Moldauer        | 10.240    | 0,24    | 7.599     | 0,17    | 6.664     | 0,16    |
| Deutsche        | 7.457     | 0,17    | 6.840     | 0,16    | 4.234     | 0,10    |
| Juden           | 10.486    | 0,24    | 4.984     | 0,11    | 3.231     | 0,08    |
| Einwohner       | 4.292.291 | 100,00  | 4.404.013 | 100,00  | 4.277.976 | 100,00  |

Anmerkung: die Anteile beziehen sich auf Gesamtzahl der Einwohner. Also mitsamt dem Personenkreis, der keine Angaben zu seiner ethnischen Zugehörigkeit gemacht hat (2002 7.507 resp. 2010 76.735 Personen)
Die Bevölkerung des Gebiets besteht zu etwa 90 % aus Russen. Die Armenier und Ukrainer sind die bedeutendsten ethnischen Minderheiten in der Oblast Rostow. Die Zahl der Ukrainer – wie auch die Anzahl der Weißrussen, Russlanddeutschen und Juden – ist allerdings im Sinken begriffen. Dies ist zum Teil auf Geburtenrückgang und Emigration, zum Teil auch auf Assimilation zurückzuführen. Dagegen stieg die Zahl der Armenier, Türken, Aserbaidschaner, Roma/Zigane, Koreaner und Georgier. Aus dem Nordkaukasus, Transkaukasus, Anatolien und Zentralasien sind seit dem Ende der Sowjetunion Zehntausende Menschen zugewandert. Nebst den oben aufgeführten Nationalitäten auch viele Darginer (1989: 6179; 2010: 8304 Personen) Udinen (1989: 162; 2010: 1866), Assyrer (1989: 845; 2010: 1774), Jesiden (1989: keine; 2010: 1771) und Kurden (1989: 34; 2010: 830). Ein großer Teil der nicht ethnisch russischen Bevölkerung lebt in den größeren Städten der Region, wo ihr Anteil dementsprechend höher ist.

## Infrastruktur
Die Oblast liegt verkehrstechnisch äußerst günstig am Weg von Moskau Richtung Kaukasus und Vorderasien. Die Verkehrsinfrastruktur ist gut entwickelt: ein dichtes Straßen- und Schienennetz wird ergänzt von zwei ganzjährig eisfrei gehaltenen internationalen Häfen (Taganrog und Asow) sowie den Binnenhäfen in Rostow und Ust-Donezk. Über den Wolga-Don-Kanal besteht Zugang zur Wolga sowie zum Kaspischen Meer. Der internationale Flughafen Rostow wird von Frankfurt/Main und Wien direkt angeflogen. Es bestehen fünf Grenzübergänge zur Ukraine.

## Wirtschaft

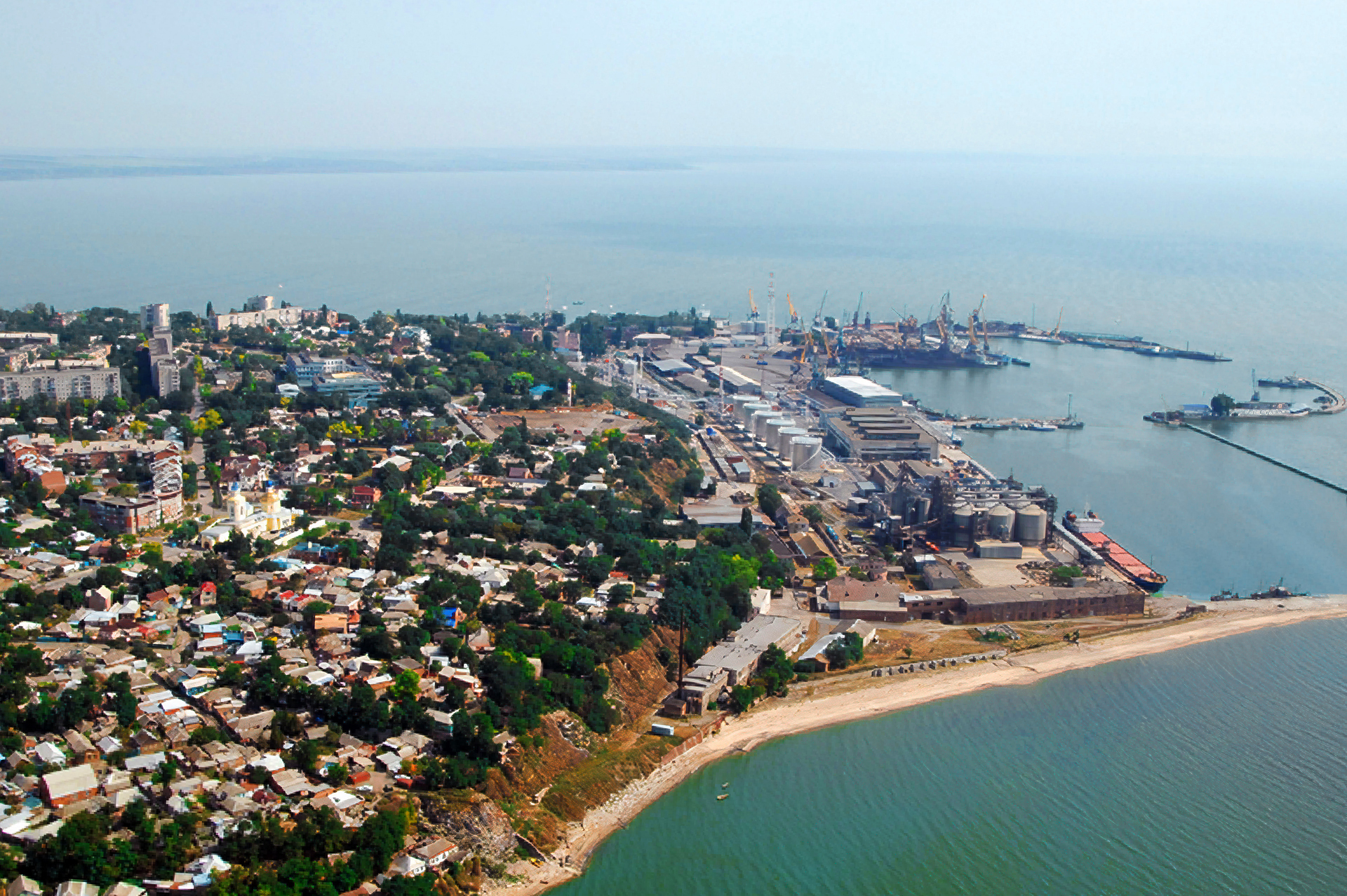
Hafen von Taganrog am Asowschen Meer

Die Industrie ist hoch entwickelt, Rostow ist das industrielle und wirtschaftliche Zentrum des südlichen Russlands. Daneben konzentriert sich die Industrie in den nächstgrößten Städten Taganrog, Schachty, Nowotscherkassk, Wolgodonsk, Nowoschachtinsk und Bataisk. Den führenden Platz in der Industriestruktur nimmt der Maschinenbau ein (Elektrolokomotiven, Dampfkessel, Mähdrescher, Nähmaschinen, Hubschrauber, Flug- und Fahrzeuge, Navigationssysteme, Heizungsanlagen). Aber auch die Metallverarbeitung (Schwarz- und Buntmetallurgie), die Chemie und die petrochemische Industrie haben eine große Bedeutung. Führende Unternehmen in der Oblast sind u. a. der Landmaschinenhersteller Rostselmasch, das Automobilwerk TagAS in Taganrog, die Agrarholding Jug Russi, das Hubschrauberwerk Rostwertol, die Elektrolokomotivenfabrik Nowotscherkassk, Rostow Gasoapparat, das Aluminiumwerk Belaja Kalitwa und das metallurgische Werk Tagmet. Bei Wolgodonsk befindet sich das Kernkraftwerk Rostow.
Die Bedeutung der Landwirtschaft und des Ernährungsgewerbes für die Region ist hoch. Auf den fruchtbaren Schwarzerdeböden wird intensiv Landwirtschaft betrieben. Angebaut werden Weizen, Gerste, Reis, Obst, Gemüse und Gewürzpflanzen sowie Wein. Das Gebiet ist innerhalb Russlands der zweitgrößte Lieferant landwirtschaftlicher Produkte (nach der benachbarten Region Krasnodar). Innerhalb Russlands nimmt die Oblast Rostow den ersten Platz bei der Erzeugung von Sonnenblumensaaten, den zweiten Platz beim Anbau von Getreide- und Bohnenkulturen, den vierten Platz bei der Fleischerzeugung und den achten Platz beim Gemüseanbau ein. Rohstoffvorkommen sind vor allem Kohle, Gas und natürliche Baumaterialien – Kalkstein, Kreide, Sandstein, Ton und Quarzsand. Dies schafft eine gute Basis für die regionale Baustoffindustrie.

## Bildung
Das Bildungsangebot gilt als gut entwickelt. In der Oblast befinden sich fünf große Universitäten und eine Reihe von Hochschulen. Die wichtigste höhere Bildungseinrichtung ist die Südliche Föderale Universität in Rostow, mit fast 57.000 Studenten.

## Verwaltungsgliederung und größte Orte
Die Oblast Rostow gliedert sich in 43 Rajons und 12 Stadtkreise.
Zu wichtigsten Städten zählen neben der Haupt- und Millionenstadt Rostow am Don die Großstädte Taganrog, Schachty, Nowotscherkassk, Wolgodonsk, Nowoschachtinsk und Bataisk sowie das historische bedeutsame Asow. Insgesamt gibt es in der Oblast 23 Städte und 7 Siedlungen städtischen Typs.

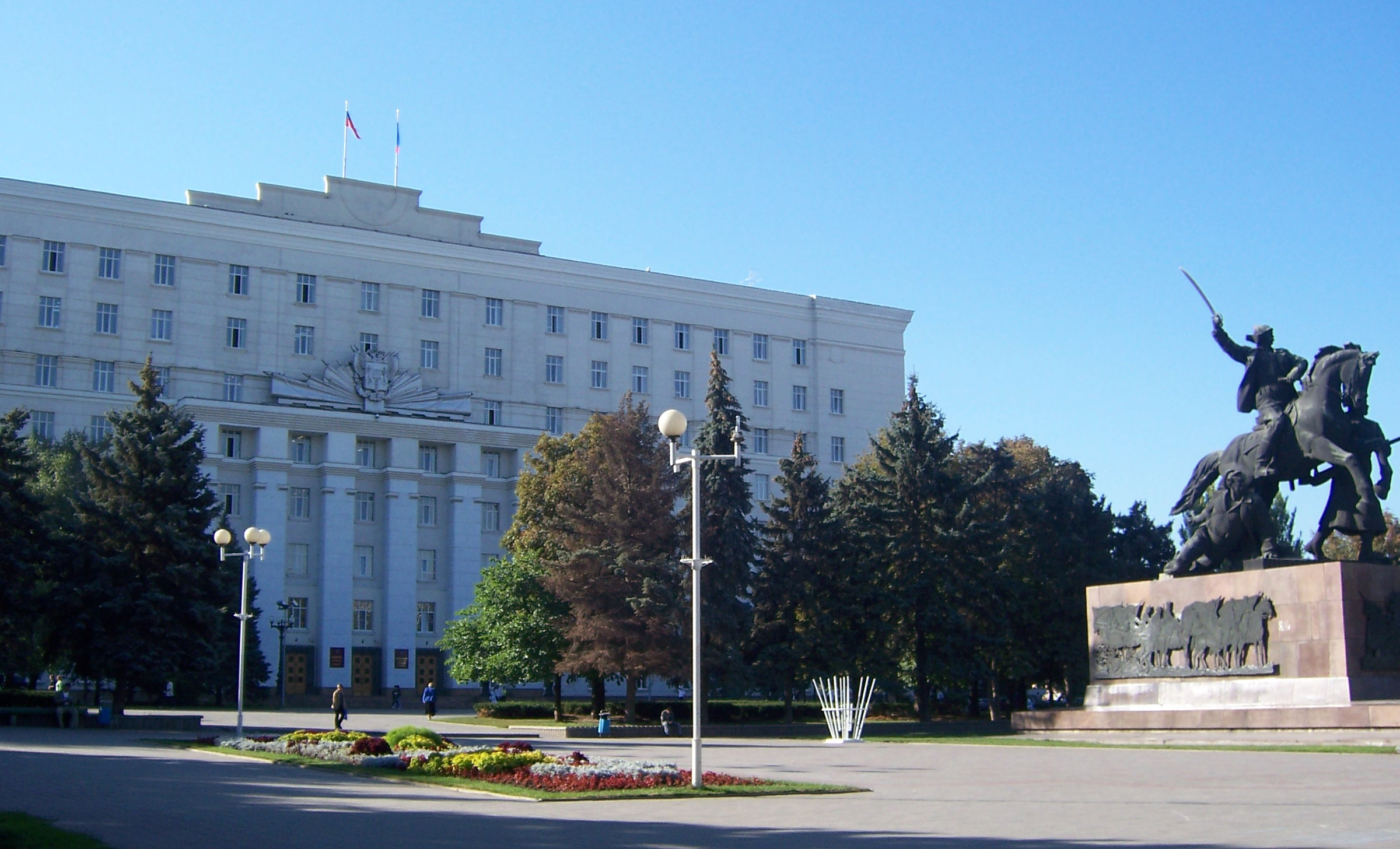
Die Gebietsverwaltung mit Budjonny-Denkmal

| Name                 | Russischer Name    | Einwohner (14. Oktober 2010) |
| -------------------- | ------------------ | ---------------------------- |
| Rostow am Don        | Ростов-на-Дону     | 1.089.261                    |
| Taganrog             | Таганрог           | 257.681                      |
| Schachty             | Шахты              | 239.987                      |
| Wolgodonsk           | Волгодонск         | 170.841                      |
| Nowotscherkassk      | Новочеркасск       | 168.746                      |
| Bataisk              | Батайск            | 111.843                      |
| Nowoschachtinsk      | Новошахтинск       | 111.075                      |
| Kamensk-Schachtinski | Каменск-Шахтинский | 95.296                       |
| Asow                 | Азов               | 82.937                       |